# Serrat de l'Auró
El Serrat de l'Auró és una serra situada als municipis de Campdevànol i les Llosses (Ripollès), amb una elevació màxima de 1.133,2 metres.